# Eutropha fulvifrons
Eutropha fulvifrons är en tvåvingeart som först beskrevs av Alexander Henry Haliday 1833.  Eutropha fulvifrons ingår i släktet Eutropha och familjen fritflugor. Arten är reproducerande i Sverige. Inga underarter finns listade i Catalogue of Life.